# سانت‌آنجلو لوملینا
سانت‌آنجلو لوملینا (به ایتالیایی: Sant'Angelo Lomellina) یک کومونه در ایتالیا است که در استان پاویا واقع شده‌است. سانت‌آنجلو لوملینا ۱۰٫۴ کیلومتر مربع مساحت و ۸۲۱ نفر جمعیت دارد.